# Comanca (Vâlcea)
Comanca es una localidad rumana del oraș de Băile Olănești, en el condado de Vâlcea.

## Historia
Hacia finales del siglo XIX la localidad, que ya por entonces pertenecía al condado de Vâlcea, formaba parte de la comuna de Muereasca de Sus y tenía contabilizada una población de 264 habitantes.
En la segunda mitad del siglo XX la localidad había pasado a formar parte del oraș de Băile Olănești. En el censo de 2021 la localidad tenía una población de 16 habitantes.